# Le travail c'est la santé
Le travail c'est la santé est une chanson composée et interprétée par Henri Salvador, sur des paroles de Maurice Pon. Elle est sortie en 1965 en vinyle 45 tours, avec les titres Dis, M. Gordon Cooper, Bouli-bouli et Hula-hula.

## Composition
Collaborateur de longue date d'Henri Salvador (il est l'auteur entre autres de Le Loup, la Biche et le Chevalier en 1949), Maurice Pon met plus de six mois pour aboutir à la version finale du texte. Le texte débute par l'assertion « le travail, c'est la santé » pour ensuite la contredire – « Rien faire, c'est la conserver » – et faire finalement l'apologie de la paresse. La chanson est écrite au milieu des années 1960, pendant les Trente Glorieuses et la croissance économique qui les caractérise ; la troisième semaine de congés payés a été obtenue une dizaine d'années auparavant, en 1956, et la société de loisirs prend son essor,.

## Réception
Le travail c'est la santé remporte immédiatement après sa sortie un large succès, devenant un tube et l'un des titres de Salvador les plus vendus et qui ont le plus marqué la conscience collective de l'époque,. Il est par la suite utilisé à des fins de revendications sociales, notamment son titre, repris comme slogan jusque dans la décennie 2010.
Le titre atteint la 2e place des ventes en France en novembre 1965. Il s'écoule à plus de 400 000 exemplaires.
Henri Salvador se dit a posteriori « pas très fier » de ce qu'il nomme la « période bouffe », celle des chansons populaires et donc rémunératrices, dont il cite pour exemple Le travail c'est la santé.